# Japan
Japan és el nom d'un grup musical britànic, en actiu entre el 1974 i el 1982. Associats al principi amb el moviment glam, canviaren progressivament el seu estil donant cada vegada més importància als instruments electrònics; com a conseqüència, la premsa musical els relacionà amb la New wave durant el seu període més reeixit (entre 1979 i 1981).

## Membres
- David Sylvian (nom real: David Batt): veu, sintetitzadors, guitarra.
- Steve Jansen (nom real: Steve Batt, germà de l'anterior membre): bateria.
- Richard Barbieri: sintetitzadors.
- Mick Karn (nom real: Anthony Michaelides): baix, saxòfon, oboè.
- Rob Dean (membre fins al 1980): guitarra.

## Biografia
David Batt, Richard Barbieri i Anthony Michaelides eren companys de classe a l'escola Catford Secondary School, de Lewisham. Tots tres compartien aficions com la ciència-ficció i els seus gustos musicals comuns incloïen clàssics del soul i pioners del glam com David Bowie o Roxy Music. Michaelides, David Batt i el seu germà Steve (dos anys més jove que ell i també company d'escola) formaren Japan a finals de 1973; Japan debutaren en directe a la boda del germà de Michaelides, i després d'una actuació a Londres el 1974 aparegueren per primer cop a la premsa musical. Un any més tard reclutaren Rob Dean com a guitarrista i el seu antic company Barbieri als teclats.
El 1976 realitzarien una estada de dues setmanes com a "grup resident" al local muniquès The Big End, però abans Japan entraren en contacte amb el representant Simon Napier-Bell a través de Danny Morgan, que li feia de caça-talents (i que fou el descobridor d'Urchin, els futurs Iron Maiden). Després d'una audició, i tot i que al principi Napier-Bell només volia concentrar-se en David Batt com a artista en solitari, finalment accedí a treballar per al grup sencer. Després de més concerts, Japan aconseguiren el seu primer contacte amb el segell alemany Hansa-Ariola.
Després d'una ambiciosa campanya de publicitat centrada en el tema "Adolescent Sex" (gràcies a la qual van aconseguir seguidors a Alemanya, Països Baixos i al mateix Japó), i ja havent adoptat els seus respectius pseudònims, el març de 1978 els Japan publicaren el seu primer senzill, "Don't Rain on my Parade" i el seu primer disc de llarga durada, Adolescent Sex. Però l'estil del grup xocava frontalment amb el moviment punk, que poc abans havia fet la seva irrupció al panorama musical, i l'àlbum no tingué gaire ressò. Immediatament després Japan iniciaren una gira com a teloners de The Blue Oyster Cult i començaren a treballar en el seu segon àlbum, Obscure Alternatives, enmig d'un ambient enrarit per diferents problemes: discussions amb el productor Ray Singer, desil·lusió per l'escassa promoció de les seves activitats i pressió sobre el cantant i compositor principal, David Sylvian. Però ja aleshores havien començat a aconseguir una base lleial de seguidors als Japó; entre ells, el guitarrista i teclista Masami Tsuchiya, que posteriorment col·laboraria amb ells.
La resta de 1978 va transcórrer entre actuacions a Londres, Bèlgica i els Estats Units, i la publicació el mes d'octubre del segon disc, Obscure Alternatives, un treball de transició on algunes peces (com "...Rhodesia" o la instrumental "The Tenant") donaven mostres de l'orientació cap a l'electrònica que mostrarien ben aviat. Els membres del grup van patir també diversos problemes de salut, que fins i tot van obligar-los a cancel·lar una gira per Austràlia i Japó; tanmateix, a principis de 1979 tornarien al país asiàtic per presentar-hi nous temes, entre els quals hi havia "European Son" i "Life in Tokyo", que mostraven un so clarament electrònic i ballable, cortesia del productor Giorgio Moroder, que a més va co-escriure "Life in Tokyo". Aquest nou estil aparegué d'una manera més evident al seu següent disc, Quiet Life, aparegut a finals del 1979; el disc i el tema titular entraren a les llistes britàniques, ajudant a superar uns moments de crisi.
El 1980, després de l'edició del senzill "I second that Emotion" (versió de Smokey Robinson), Hansa rescindí el seu contracte amb Japan, que hagueren de canviar de discogràfica i entraren al catàleg de Virgin Records, amb qui publicaren aviat un nou disc, Gentlemen take Polaroids. En aquesta època, el moviment estètico-musical dels New Romantics es trobava en plena efervescència, i Japan eren vistos com una de les principals influències d'aquests artistes. L'àlbum inclou una cançó escrita per Sylvian i el compositor japonès Ryuichi Sakamoto, anomenada "Taking islands in Africa"; després del seu llançament, Virgin publicà un EP amb temes addicionals enregistrats en aquestes sessions.
Japan estaven vivint els seus moments de màxima popularitat, i les coses anirien encara millor el 1981; després d'una gira britànica a la primavera de 1981, Japan enregistrà el seu següent disc, Tin Drum, que superà l'èxit del material precedent; tanmateix, el guitarrista Rob Dean ja havia deixat el grup, reduït a quartet. Hansa publicà diversos senzills (com "Life in Tokyo" i "Quiet life", que entrà al Top 20 britànic) i una recopilació amb temes seleccionats dels tres primers discos del grup, anomenada Assemblage.
Però després de diferents compromisos, el 1982 els membres de Japan decidiren de dissoldre el grup, just quan el senzill "Ghosts" s'elevava al número 5 britànic. Després d'una última gira, el 16 de desembre de 1982 (el dia de l'últim concert) s'anuncià la dissolució del grup; el disc pòstum en directe Oil on Canvas (enregistrat al Hammersmith Odeon londinenc), aparegut el 1983, també arribà al número 5. Després de la seva publicació, els membres de Japan iniciaren les seves carreres en solitari.
El 1991 el quartet de Sylvian, Jansen, Karn i Barbieri tornà a col·laborar per enregistrar un nou àlbum, anomenat Rain Tree Crow. Però les diferències entre Sylvian i els seus companys —tots menys ell estaven d'acord a publicar-lo com a nou disc de Japan— va fer que aquesta col·laboració no tingués continuïtat. Jansen, Karn i Barbieri actuaren en directe al London Astoria 2 el 12 d'abril de 1997.

## Malaltia i mort de Mick Karn
El mes de juny del 2010 Karn anuncià a la seva pàgina web que estava malalt de càncer, sense especificar-ne el tipus. Segons David Torn, el càncer de Karn havia entrat en estat de metàstasi i el músic estava rebent sessions de quimioteràpia. En aquesta declaració també s'informava que Karn havia tingut problemes financers i demanava donacions per tal de poder pagar el seu tractament mèdic i ajudar econòmicament la seva família. A més, diversos artistes amb qui Karn havia treballat —en concret Midge Ure, Porcupine Tree, i Masami Tsuchiya— anunciaren que farien concerts per recaptar fons. D'acord amb una actualització del web amb data de 3 de setembre del 2010, amb els diners recaptats Karn i la seva família van poder tornar a Londres, on Karn rebia el tractament. Tanmateix, la quimioteràpia no va frenar la malaltia (que ja es trobava en estat avançat) i Karn morí a casa seva a Londres el 4 de gener del 2011.